# Палетак, Луко
Луко Палетак (хорв. Luko Paljetak; 19 августа 1943, Дубровник, Хорватия — 12 мая 2024) — хорватский писатель, переводчик, академик Хорватской академии наук и искусств; автор многочисленных книг в жанре поэзии, детской литературы, научных исследований, статей, эссе и антологий.

## Жизнеописание
Родился и вырос в Дубровнике, где и сейчас он живет и работает. Изучал хорватский и английский языки на философском факультете университета в Задаре, где он позже работал в качестве ассистента. Был режиссёром и драматургом Задарского театра кукол. Получил докторскую степень на факультете философии Загребского университета, защитив диссертацию «Književno djelo Ante Cettinea».
Палетак является редактором журнала «Дубровник» (Dubrovnik), который издает местный филиал Матицы хорватской.
В частности, переводит с английского, французского и словенского языков. В частности, перевёл произведения Чосера, Шекспира, Байрона, Уайльда, Джойса и Прешерна. Он перевёл (вместе со Златко Tомичичем) сборник стихов македонского поэта Константина Миладинова.
Лука Палетак являлся действительным членом Хорватской академии наук и искусств (1997) и членом-корреспондентом Словенской Академии наук и искусств (SAZU). Он также являлся членом многочисленных литературных обществ, как в Хорватии, так и за рубежом; получил множество наград и почестей, среди которых премии Ивана Мажуранича (1972), Владимира Назора (в 1984 и 2005 за роман Skroviti vrt), Ксавера Шандора Джальскиого (2005 за роман Skroviti vrt), «Циклоп» (2005 за роман Skroviti vrt), Тина Уевича (1990), премию HAZU (1996), награду города Дубровника за жизненные достижения (2005).
Немало стихов Палетака были положены на музыку и стали неотъемлемой частью дубровницкой и хорватской поп-культуры.
Умер 12 мая 2024 года в возрасте 81 года.